# Giovanni Diodati
Pour les articles homonymes, voir Diodati.
Giovanni Diodati ou Deodati, né à Genève le 3 juin 1576 et mort dans la même ville le 3 octobre 1649 (13 octobre dans le calendrier grégorien), est un théologien protestant genevois d'origine italienne. Il a été le premier à traduire la Bible en italien à partir des sources en hébreu et en grec.

## Biographie
Descendant d'une famille noble originaire de Lucques, il est nommé à vingt-et-un ans professeur d'hébreu à l'université de Genève sur la recommandation de Théodore de Bèze. En 1606 il devient professeur de théologie, en 1608 pasteur, ou « ministre de paroisse », à Genève. Dans les années suivantes, il succède à Bèze comme professeur de théologie.
Il tint une haute place parmi les réformateurs de Genève, par qui il fut envoyé en mission en France en 1614. Il avait auparavant visité l'Italie, et fait la connaissance de Paolo Sarpi, qu'il s'était sans succès efforcé de rallier au mouvement de la réforme.
En 1618-1619 il participa au synode de Dordrecht, et prit une grande part à ses délibérations, étant l'un des six nommés pour rendre compte de son déroulement. Il fut un plein calviniste, et adhéra entièrement à la condamnation de l'arminianisme. En 1645 il démissionna de son poste de professeur, et mourut à Genève le 3 octobre 1649.

## Son œuvre
Diodati est principalement l'auteur de la traduction de la bible en italien (1603, rééditée avec notes en 1607). Il entreprit également la traduction de la bible en français, qui fut publiée avec notes en 1644.
On lui doit également une traduction versifiée incomplète des psaumes en italien et des retouches sur les psaumes versifiés du Psautier de Genève.
Parmi ses autres œuvres, on notera :
- son Annotationes in Biblia (1607) dont la traduction anglaise (Pious and Learned Annotations upon the Holy Bible) fut publiée à Londres en 1658,

et divers traités polémiques comme : 
- De fictitio Pontificiorum Purgatorio (1619),
- De justa secessione Reformatorum ab Ecclesia Romana (1628),
- De Antichristo,

etc.
Il publia également la traduction française de l'  Histoire du concile de Trente de Paolo Sarpi, et l' Account of the State of Religion in the West de Edwin Sandys.